# 외남초등학교 삼남분교
외남초등학교 삼남분교는 대한민국 경상북도 상주시 외남면 석단로 771 (신촌리)에 있었던 초등학교이다.

## 연혁
- 1965년 3월 27일 외남국민학교 신촌분교장 개교
- 1968년 3월 19일 외남남부국민학교 개교(설립인가 2월 1일)
- 1973년 12월 1일 삼남국민학교 교명 변경
- 1996년 3월 1일 삼남초등학교 개칭
- 1999년 9월 1일 외남초등학교 삼남분교로 격하
- 2013년 3월 1일 폐교[1][2]